# Francisco Maestre Laborde
Francisco Maestre Laborde-Bois (Valencia, 1872-Valencia, agosto de 1920) fue un abogado y político español, hermano de José Maestre Laborde-Boix. Fue conde de Salvatierra de Álava póstumamente, por su matrimonio con Dolores Gómez-Medeviela y Pocurrull, quien rehabilitó el título al quedar viuda.

## Biografía
Se licenció en Derecho por la Universidad de Valencia. Fue primero concejal y luego alcalde de Valencia por el Partido Conservador entre 1903 y 1904 y entre 1913 y 1915. Su fuerte carácter y capacidad para enfrentarse a situaciones de conflicto le llevaron a ocupar diversos gobiernos civiles, en circunstancias complejas. En concreto fueron los de Sevilla (julio-diciembre de 1919), Barcelona (diciembre de 1919-junio de 1920) y Cádiz.  

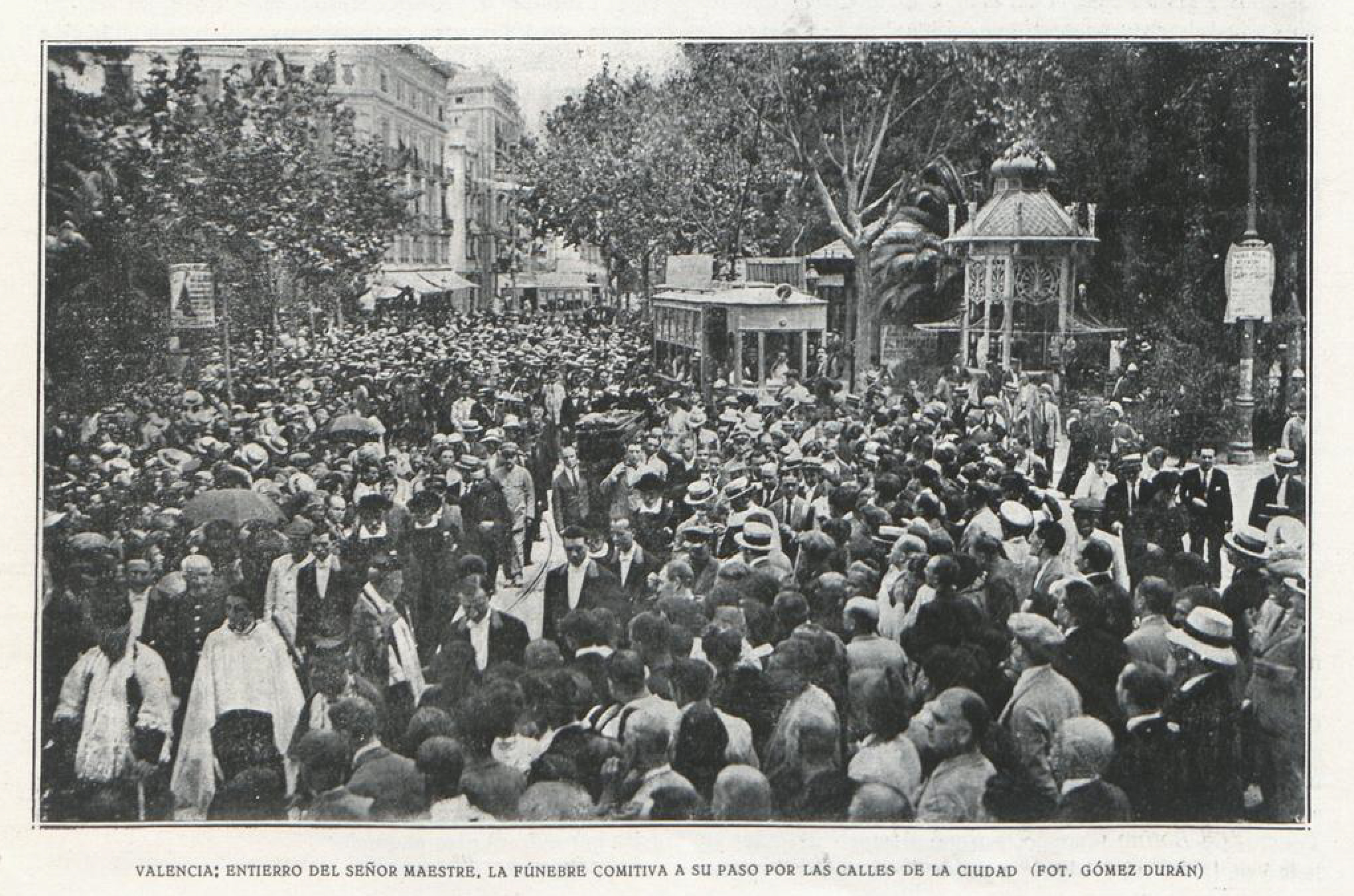
Comitiva fúnebre en Valencia por el entierro de Maestre

Durante su etapa en Cataluña, los movimientos obreros y anarquistas, que reclamaban inmediatos cambios sociales, provocaron revoluciones proletarias, también castrenses y burguesas, cuya represión le fue encargada. Esto le creó muchas enemistades. Se instalaría de nuevo en Valencia en 1920.  
Francisco Maestre falleció en agosto de 1920 tras ser víctima de un atentado anarquista; mientras regresaba a su casa con su esposa y su cuñada, la marquesa de Tejares, después de dar un paseo por el puerto unos desconocidos se acercaron al coche en el que viajaban, y les dispararon.  